# Distrito Regional de Alberni-Clayoquot
O Distrito Regional de Alberni-Clayoquot (enumerado como 1) é um dos vinte e nove distritos regionais da Colúmbia Britânica, no oeste do Canadá. O distrito está localizado no centro-oeste da ilha de Vancouver. A principal cidade do distrito é Port Alberni, que tem uma população de 17.743 habitantes, de acordo com o censo canadense de 2011.